# رقابت (علم اقتصاد)

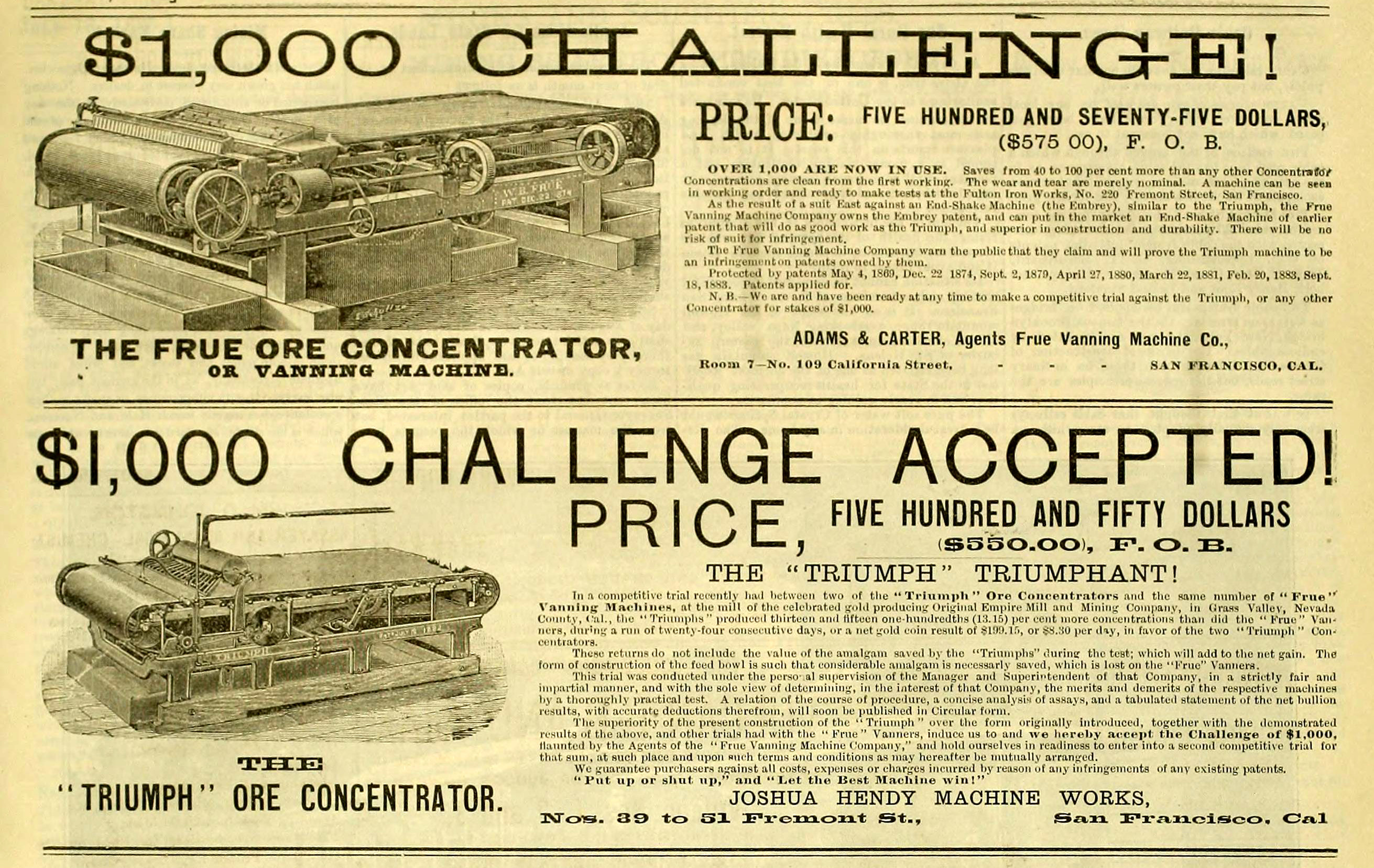
تبلیغ دو سازندهٔ دستگاه‌های خالص کننده در روزنامه‌ای در ۱۸۸۵.

رقابت در علم اقتصاد بین فروشندگان در تلاش برای دستیابی به اهدافی چون سود فزاینده، سهم بازار، و حجم فروش از طریق تغییر دادن عناصر ترکیب بازاریابی انجام می‌گیرد: قیمت، کیفیت محصول، توزیع و تبلیغ. آدام اسمیت در ثروت ملل رقابت را تخصیص منابع تولیدی به باارزش‌ترین کاربردهای آن‌ها تعریف می‌کند.